# نحتاج للتحدث عن كيفين
نحتاج للتحدث عن كيفين (بالإنجليزية: We Need to Talk About Kevin)‏ هو فيلم دراما تم إنتاجه في المملكة المتحدة والولايات المتحدة وصدر في سنة 2011. من بطولة تيلدا سوينتون وجون ك. رايلي وعزرا ميلر.

## القصة
هذه قصة قاتمة ولكنها جميلة عن العلاقة بين أم وابنها . بصرف النظر عن كل طموحاتها الشخصية والمهنية، تكرس إيفا حياتها لتربية طفلها . مع ذلك، فإن علاقتهما معقدة للغاية منذُ البداية . في سن الخامسة عشرة، يفعل كيفن شيئاً لا يمكن حله، وتعذب إيفا نفسها من السؤال، هل هذا خطأها.

## الميزانية والإيرادات
بلغت تكلفة إنتاج الفيلم حوالي 7 ملايين دولار بينما حقق إيرادات تقدر بـ 10.8 مليون دولار.

## وصلات خارجية
- نحتاج للتحدث عن كيفين على موقع IMDb (الإنجليزية)
- نحتاج للتحدث عن كيفين على موقع ميتاكريتيك (الإنجليزية)
- نحتاج للتحدث عن كيفين على موقع روتن توميتوز (الإنجليزية)
- نحتاج للتحدث عن كيفين على موقع نتفليكس (الإنجليزية)
- نحتاج للتحدث عن كيفين على موقع قاعدة بيانات الأفلام العربية
- نحتاج للتحدث عن كيفين على موقع ألو سيني (الفرنسية)
- نحتاج للتحدث عن كيفين على موقع أول موفي (الإنجليزية)
- نحتاج للتحدث عن كيفين على موقع بوكس أوفيس موجو (الإنجليزية)
- نحتاج للتحدث عن كيفين على موقع فيلمافينيتي (الإسبانية)
- نحتاج للتحدث عن كيفين على موقع قاعدة بيانات الأفلام السويدية (السويدية)